# 小林量
小林 量（こばやし りょう、1957年8月31日 - ）は、日本の法学者。専門は、民事法・商法・会社法。学位は、法学修士（京都大学・1983年3月）。名古屋大学名誉教授。名古屋大学大学院法学研究科教授などを歴任。アイシン精機監査役を歴任。

## 略歴
（出典）
京都大学大学院法学研究科博士後期課程研究指導認定退学後、
- 1986年4月 - 九州大学法学部助教授
- 1996年4月 - 名古屋大学法学部教授
- 1999年4月 - 同大学大学院法学研究科教授 (現在)
- 2009年6月 - アイシン精機（アイシン）監査役就任
- 2021年6月　- アイシン監査役退任[4][5]
- 2023年3月　- 名古屋大学名誉教授[2]

## 著書等
- 『事例研究会社法』日本評論社、小林量・北村雅史他、2016年[6]
- 『事例研究民事法［第2版］Ⅱ』日本評論社 , 瀬川信久・七戸克彦・山野目章夫・小林量・山本和彦・山田文・杉山悦子・永石一郎・亀井尚也、2013年[6]
- 『事例研究民事法［第２版］Ⅰ」日本評論社、瀬川信久・七戸克彦・山野目章夫・小林量・山本和彦・山田文・杉山悦子・永石一郎・亀井尚也、2013年[6]
- 『基礎コースⅡ会社法第２版』新世社、小林量、2010年[6]
- 『新会社法概説第２版 』有斐閣、大隅健一郎・今井宏・小林量、2010年[6]
- 『新会社法概説』有斐閣、大隅健一郎・今井宏・小林量、2009年[6]
- 『事例研究民事法』日本評論社、瀬川信久・七戸克彦・小林量・山本和彦・山田文・永石一郎・亀井尚也、2008年[6]
- 『商法総則講義（第3版）』成文堂、森本滋／編、小林量・北村雅史・洲崎博史・川濱昇・前田雅弘・早川徹・片木晴彦・山田純子、2007年[6]
- 『商行為法講義（第2版）』成文堂、森本滋／編著、小柿徳武・伊藤靖史・片木晴彦・早川徹・梅本剛正・洲崎博史・小林量・北村雅史・斉藤真紀・戸田暁、2006年[6]
- 『商法総則・商行為法（第4版）』法律文化社、蓮井良憲・森淳二朗・甘利公人・佐藤誠・西山芳喜・小林量　ほか15名、2006年
- 『商行為法講義』成文堂、森本滋／編、小柿徳武・伊藤靖史・片木晴彦・早川徹・梅本剛正・洲崎博史・小林量・北村雅史・斉藤真紀・戸田暁、2004年[6]
- 『商法総則・商行為法（第3版）』法律文化社、蓮井良憲・西山芳喜・山下眞弘・小林量・末永敏和・島袋鉄男・片木晴彦・砂田太士、2003年[6]
- 『基礎コース商法Ⅱ・会社法』新世社、小林量、1999年[6]
- 『商法総則・商行為法（第2版）』法律文化社、蓮井良憲／編　小林量他、1999年
- 『商法総則講議（第2版）』 成文堂 , 森本滋／編、小林量他 , 1999年[6]
- 『現代企業取引法』税務経理協会、1998年）浜田道代・原秀六・小林量・坂上真美・中東正文／編[7]

## 学術論文等
（出典）
- 「会社法下の株式会社の設立規制」小林量、森本滋先生還暦記念『企業法の課題と展望』（頁：1～23）、2009年
- 「資本（資本金）の意義 」小林量、企業会計58巻9号（頁：26～32）、2006年
- 「コーポレートファイナンスと新・会社法」小林量、法律時報78巻5号（頁：32～37）、2006年
- 「自己株式の取得」小林量、法学セミナー51巻1号（頁：21～27）、2005年
- 「新会社法による資本の変容」小林量、企業会計57巻9号（頁：18～26）、2005年
- 「検証・会社法改正『コーポレート・ファイナンス法制に関する改正の検証』 」小林量、商事法務1671号（頁：11-19）、2003年
- 「コーポレート・ファイナンス法制の柔構造化」小林量、森本滋編『比較会社法研究［21世紀の会社法を模索して］』所収（頁：295～312）、2003年
- 「ドイツの資本制度」小林量、森本滋編『比較会社法研究［21世紀の会社法を模索して］』所収（頁：216～225）、2003年
- 「フランスの資本制度」小林量、森本滋編『比較会社法研究［21世紀の会社法を模索して］』所収（頁：226～232）、2003年
- 「株式の単位」小林量、民商法雑誌126巻6号（頁：752-777）、2002年
- 「変貌する「資本の部」とその考え方『商法の債権者保護機能との関係』」 小林量、企業会計54巻7号（頁：27-35）、2002年
- 「コーポレート・ファイナンス法制の柔構造化」小林量、商事法務1603号（頁：18-32）、2001年
- 「ドイツ・フランスの資本制度」小林量、商事法務1601号（頁：27-35）、2001年
- 「運送人の責任」小林量、『現代企業取引法』 （頁：82-96）、1998年
- 「ドイツにおけるストック・オプション制度に関する法案の概要」小林量、商事法務1462号（頁：9-15）、1997年
- 「自己株式の取得と取得役の責任」小林量『企業の健全性確保と取得後の責役』（有斐閣）（頁：不明）、1997年
- 「資本制度と額面株式制度の変容」小林量、私法58号（頁：94）、1996年
- 「公開会社の自己株式取得」小林量、ジュリスト1052号（頁：9-15）、1994年
- 「ドイツにおける設立中の会社をめぐる法律関係についての議論の展開」小林量、龍田節・森本滋／編『商法・経済法の諸問題：川又良也先生還暦記念』（商事法務研究会）（頁：89-110）、1994年
- 「主要先進国の自己株式取得規制」小林量、商事法務1285号（頁：34-39）、1992年

- 「西ドイツにおける企業参加会社制度 」小林量、法政研究55巻2-4号（頁：63-83）、1989年
- 「分離型の新株引受権附社債の発行規制について」小林量、法政研究54巻2-4号（頁：127-167）、1988年
- 「企業金融としての自己株式取得制度(二）完」小林量、民商法雑誌92巻2号（頁：189-209）、1985年
- 「企業金融としての自己株式取得制度(一) 」小林量、民商法雑誌92巻1号（頁：1-27）、1985年
- 「無額面株式制度に関する-考察（二）完」小林量、民商法雑誌89巻2号（頁：171-198）、1983年

- 「無額面株式制度に関する-考察(一) 」小林量、民商法雑誌89巻（頁：24-53）、1983年